# UFC 295
UFC 295: Procházka vs. Pereira — турнир по смешанным единоборствам, организованный Ultimate Fighting Championship, который был проведён 11 ноября 2023 года в спортивном комплексе «Madison Square Garden» в городе Нью-Йорк, штат Нью-Йорк, США.
В главном бою вечера Алекс Перейра победил Иржи Прохазку техническим нокаутом во 2-м раунде и завоевал титул чемпиона UFC в полутяжёлом весе. В соглавном бою Том Аспиналл победил Сергея Павловича нокаутом в 1-м раунде и завоевал титул временного чемпиона UFC в тяжёлом весе.

## Подготовка турнира

### Главные события турнира
Изначально в качестве заглавного события запланирован бой за титул чемпиона UFC в тяжёлом весе, в котором должны встретиться действующий чемпион Джон Джонс (также бывший двукратный чемпион UFC в полутяжёлом весе) и бывший двукратный чемпион UFC в тяжёлом весе Стипе Миочич (#3 в рейтинге). В качестве страхующего участника на этой бой был запланирован Сергей Павлович. Однако, 25 октября президент UFC Дэйна Уайт официально сообщил, что Джонс получил травму на тренировке (разрыв грудной мышцы) и не сможет принять участие в турнире.
Вторым по значимости событием был запланирован бой за вакантный титул чемпиона UFC в полутяжёлом весе, в котором должны встретиться бывший чемпион этой весовой категории Иржи Прохазка и бывший чемпион UFC в среднем весе Алекс Перейра. Действующий чемпион этой весовой категории Джамаал Хилл в середине июля этого года объявил, что откажется от титула, так как ему предстоит операция на ахилловом сухожилии, которое он порвал ранее на тренировке.
| Заглавное событие — Полутяжёлый вес — Бой за вакантный титул чемпиона | Заглавное событие — Полутяжёлый вес — Бой за вакантный титул чемпиона | Заглавное событие — Полутяжёлый вес — Бой за вакантный титул чемпиона |
| --- | --- | --------------------------------------------------------------------- |
| Иржи Прохазка | | Алекс Перейра                                                         |
| JIŘÍ PROCHÁZKA «BJP» (Би Джей Пи) 31 год (14.10.1992) Рост 191 см, размах рук 203 см Гражданство: Происхождение: Место рождения: Зноймо, Чехословакия Представляет: Брно, Чехия «JetSAAM Gym Brno» Дебют в UFC — 11.07.2020 | ALEXSANDRO SILVA PEREIRA «Poatan» (Каменная рука) 36 лет (07.07.1987) Рост 194 см, размах рук 203 см Гражданство: Происхождение: Место рождения: Сан-Бернарду-ду-Кампу, Сан-Паулу, Бразилия Представляет: Данбери, Коннектикут, США / Сан-Паулу, Бразилия «Teixeira MMA & Fitness» Дебют в UFC — 06.11.2021 |                                                                       |
| Последние бои: 11.06.2022, Гловер Тейшейра (ч), SUB5 01.05.2021, Доминик Рейес (#3), KO2 11.07.2020, Волкан Оздемир (#7), KO2 [RIZIN] 31.12.2019, Си Би Доллауэй, KO1 [RIZIN] 12.10.2019, Фабио Мальдонадо, KO1             | Последние бои: SDEC, Ян Блахович (#3), 29.07.2023 KO2, Исраэль Адесанья, 08.04.2023 TKO5, Исраэль Адесанья (ч), 12.11.2022 KO1, Шон Стрикленд (#4), 02.07.2022 UDEC, Бруну Силва, 12.03.2022 |                                                                       |

Таким образом, в связи с тем, что сорвался поединок между Джонсом и Миочичем, было объявлено, что новым заглавным событием турнира станет бой за вакантный титул чемпиона в полутяжёлом весе между Прохазкой и Перейрой. В качестве соглавного события на замену титульному поединку в тяжёлом весе будет проведён бой за временный титул чемпиона UFC в тяжёлом весе, в котором встретятся россиянин Сергей Павлович (#2 в рейтинге) и британец Том Аспиналл (#4 в рейтинге).
| Заглавное событие — Тяжёлый вес — Бой за временный титул чемпиона | Заглавное событие — Тяжёлый вес — Бой за временный титул чемпиона | Заглавное событие — Тяжёлый вес — Бой за временный титул чемпиона |
| --- | --- | ----------------------------------------------------------------- |
| Сергей Павлович | | Том Аспиналл                                                      |
| СЕРГЕЙ ВЛАДИМИРОВИЧ ПАВЛОВИЧ 31 год (13.05.1992) Рост 191 см, размах рук 213 см Гражданство: Происхождение: Место рождения: Орловский, Ростовская обл., Россия Представляет: Москва, Россия «Eagles MMA Academy» Дебют в UFC — 24.11.2018 | THOMAS PAUL ASPINALL 30 лет (11.04.1993) Рост 196 см, размах рук 198 см Гражданство: Происхождение: Место рождения: Ли, Большой Манчестер, Англия Представляет: Атертон, Большой Манчестер, Англия «Team Kaobon Liverpool» / «Aspinall BJJ» Дебют в UFC — 25.07.2020 |                                                                   |
| Последние бои: 22.04.2023, Кёртис Блейдс (#4), TKO1 03.12.2022, Тай Туиваса (#4), KO1 30.07.2022, Деррик Льюис (#5), TKO1 19.03.2022, Шамиль Абдурахимов (#10), TKO1 26.10.2019, Морис Грин (#13), TKO1                                   | Последние бои: TKO1, Марчин Тыбура (#10), 22.07.2023 TKO1, Кёртис Блейдс (#4), 23.07.2022 SUB1, Александр Волков (#6), 19.03.2022 TKO1, Сергей Спивак (#14), 04.09.2021 SUB2, Андрей Арловский, 20.02.2021                                                           |                                                                   |

### Анонсированные бои
| Бой | Весовая категория       | Участники боёв и их статистика перед боем (рекорд ММА / рекорд UFC / серия) | Участники боёв и их статистика перед боем (рекорд ММА / рекорд UFC / серия) | Участники боёв и их статистика перед боем (рекорд ММА / рекорд UFC / серия) | Участники боёв и их статистика перед боем (рекорд ММА / рекорд UFC / серия) | Участники боёв и их статистика перед боем (рекорд ММА / рекорд UFC / серия) | Участники боёв и их статистика перед боем (рекорд ММА / рекорд UFC / серия) | Участники боёв и их статистика перед боем (рекорд ММА / рекорд UFC / серия) | Участники боёв и их статистика перед боем (рекорд ММА / рекорд UFC / серия) | Участники боёв и их статистика перед боем (рекорд ММА / рекорд UFC / серия) | Участники боёв и их статистика перед боем (рекорд ММА / рекорд UFC / серия) |
|     |                         | Главный кард (Main Card, PPV)                                               |                                                                             |                                                                             |                                                                             |                                                                             |                                                                             |                                                                             |                                                                             |                                                                             |                                                                             |
| 1   | Полутяжёлый вес         | Иржи Прохазка Jiří «BJP» Procházka                                          | #1 exЧ                                                                      | 29-3-1 3-0                                                                  | +13                                                                         | vs.                                                                         | Алекс Перейра Alex «Poatan» Pereira                                         | #3 ехЧ*                                                                     | 8-2 5-1                                                                     | +1                                                                          | [ 9 ]                                                                       |
| 2   | Тяжёлый вес             | Сергей Павлович Sergei Pavlovich                                            | #2 exT(1)                                                                   | 18-1 6-1                                                                    | +6                                                                          | vs.                                                                         | Том Аспиналл Tom Aspinall                                                   | #4                                                                          | 13-3 6-1                                                                    | +1                                                                          | [ 10 ]                                                                      |
| 3   | Жен. минимальный вес    | Жессика Андради Jéssica «Bate Estaca» Andrade                               | #5 exЧ                                                                      | 24-12 15-10                                                                 | -3                                                                          | vs.                                                                         | Маккензи Дерн Mackenzie Dern                                                | #7 exT(4)                                                                   | 13-3 8-3                                                                    | +1                                                                          | [ 11 ]                                                                      |
| 4   | Лёгкий вес              | Мэтт Фревола Matt «The Steamrolla» Frevola                                  | #14 CS                                                                      | 11-3-1 5-3-1                                                                | +3                                                                          | vs.                                                                         | Бенуа Сен-Дени Benoit «God of War» Saint-Denis                              |                                                                             | 12-1 (1) 4-1                                                                | +4                                                                          | [ 12 ]                                                                      |
| 5   | Полулёгкий вес          | Диегу Лопес Diego Lopes                                                     | CS                                                                          | 22-6 1-1                                                                    | +1                                                                          | vs.                                                                         | Пэт Сабатини Pat Sabatini                                                   |                                                                             | 18-4 5-1                                                                    | +1                                                                          | [ 13 ]                                                                      |
|     |                         | Предварительный кард (Prelims, ESPN/ESPN+)                                  |                                                                             |                                                                             |                                                                             |                                                                             |                                                                             |                                                                             |                                                                             |                                                                             |                                                                             |
| 6   | Наилегчайший вес        | Стив Эрцег Steve «AstroBoy» Erceg                                           | #14                                                                         | 10-1 1-0                                                                    | +9                                                                          | vs.                                                                         | Алессандру Коста▲ Alessandro «Nonо» Costa                                   | CS                                                                          | 13-3 1-1                                                                    | +1                                                                          | [ 14 ]                                                                      |
| 7   | Жен. минимальный вес    | Табата Риччи Tabatha «Baby Shark» Ricci                                     | #10                                                                         | 9-1 4-1                                                                     | +4                                                                          | vs.                                                                         | Лупита Годинес Lupita «Loopy» Godinez                                       | #13                                                                         | 11-3 6-3                                                                    | +3                                                                          | [ 15 ]                                                                      |
| 8   | Лёгкий вес              | Матеуш Рембецкий Mateusz «Rebeasti» Rębecki                                 | CS                                                                          | 18-1 2-0                                                                    | +15                                                                         | vs.                                                                         | Рузвельт Робертс▲ Roosevelt «The Predator» Roberts                          | CS                                                                          | 12-3 (1) 4-3 (1)                                                            | +2                                                                          | [ 16 ]                                                                      |
| 9   | Лёгкий вес              | Назим Садыхов Nazim «Black Wolf» Sadykhov                                   | CS                                                                          | 9-1 2-0                                                                     | +9                                                                          | vs.                                                                         | Вячеслав Борщёв Viacheslav «Slava Claus» Borshchev                          | CS                                                                          | 7-3 2-2                                                                     | +1                                                                          | [ 17 ]                                                                      |
|     |                         | Ранний предварительный кард (Early Prelims, ESPN+)                          |                                                                             |                                                                             |                                                                             |                                                                             |                                                                             |                                                                             |                                                                             |                                                                             |                                                                             |
| 10  | Лёгкий вес              | Джаред Гордон Jared «Flash» Gordon                                          |                                                                             | 19-6 (1) 7-5 (1)                                                            | -1                                                                          | vs.                                                                         | Марк Мадсен Mark «The Olympian» Madsen                                      |                                                                             | 12-1 4-1                                                                    | -1                                                                          | [ 18 ]                                                                      |
| 11  | Промежуточный вес (138) | Джон Кастаньеда John «Sexi Mexi» Castañeda                                  |                                                                             | 20-6 3-2                                                                    | +1                                                                          | vs.                                                                         | Кан Кён-хо Kang «Mr. Perfect» Kyung Ho                                      |                                                                             | 19-9 (1) 8-3 (1)                                                            | +2                                                                          | [ 19 ]                                                                      |
| 12  | Наилегчайший вес        | Джошуа Ван Joshua «The Fearless» Van                                        |                                                                             | 8-1 1-0                                                                     | +6                                                                          | vs.                                                                         | Кевин Борхас Kevin «El Gallo Negro» Borjas                                  | д                                                                           | 9-1 -                                                                       | +4                                                                          | [ 20 ]                                                                      |
| 13  | Полулёгкий вес          | Деннис Бузукья Dennis «The Great» Buzukja                                   |                                                                             | 11-3 0-1                                                                    | -1                                                                          | vs.                                                                         | Джамалл Эммерс Jamall «Pretty Boy» Emmers                                   | CS                                                                          | 19-7 2-3                                                                    | -1                                                                          | [ 21 ]                                                                      |
|     |                         | Отменённые бои                                                              |                                                                             |                                                                             |                                                                             |                                                                             |                                                                             |                                                                             |                                                                             |                                                                             |                                                                             |
|     | Средний вес             | Дерек Брансон▼ Derek «The One» Brunson                                      | #8 exT(4), SF                                                               | 23-9 14-7                                                                   | -2                                                                          | vs.                                                                         | Роман Долидзе Roman Dolidze                                                 | #7                                                                          | 12-2 6-2                                                                    | -1                                                                          | [ 22 ]                                                                      |
|     | Тяжёлый вес             | Джон Джонс▼ Jon «Bones» Jones                                               | Ч exЧ*                                                                      | 27-1 (1) 21-1 (1)                                                           | +18                                                                         | vs.                                                                         | Стипе Миочич Stipe Miocic                                                   | #3 ехЧ                                                                      | 20-4 14-4                                                                   | -1                                                                          | [ 23 ]                                                                      |
|     | Наилегчайший вес        | Мэтт Шнелл▼ Matt «Danger» Schnell                                           | #9 exT(7), TUF                                                              | 16-8 6-6                                                                    | -1                                                                          | vs.                                                                         | Стив Эрцег Steve «AstroBoy» Erceg                                           | #14                                                                         | 10-1 1-0                                                                    | +9                                                                          | [ 24 ]                                                                      |
|     | Лёгкий вес              | Матеуш Рембецкий Mateusz «Rebeasti» Rębecki                                 | CS                                                                          | 18-1 2-0                                                                    | +15                                                                         | vs.                                                                         | Нурулло Алиев▼ Nurullo «Tajik Eagle» Aliev                                  | CS                                                                          | 9-0 1-0                                                                     | +9                                                                          | [ 25 ]                                                                      |

Условные обозначения: #5 (1) — текущее (лучшее) место бойца в рейтинге, exЧ(В) — бывший чемпион (временный), exП(В) — бывший претендент на титул чемпиона (временного), exТ(3) — боец входил в рейтинг Топ-15 (лучшее место в рейтинге), д — дебютант, CS — боец участвовал в Претендентской серии Дэйны Уайта, RTU — боец участвовал в шоу Road To UFC, TUF — боец участвовал в шоу The Ultimate Fighter, TUF(W/F) — боец являлся победителем/финалистом The Ultimate Fighter, WEC/SF — боец выступал в WEC или Strikeforce до объединения этих организаций с UFC.

## Церемония взвешивания
Результаты официальной церемонии взвешивания бойцов перед турниром.
[*] Рузвельт Робертс не смог уложиться в лимит лёгкой весовой категории (превышение 2 фунта) и будет оштрафован на 20 % от гонорара в пользу соперника. Бой пройдёт в промежуточном весе 158 фунтов.
[**] Джамал Эммерс не смог уложиться в лимит полулёгкой весовой категории (превышение 1 фунт) и будет оштрафован на 20 % от гонорара в пользу соперника. Бой пройдёт в промежуточном весе 147 фунтов.

## Результаты турнира
| Бой    | Весовая категория         | Результат боя                                      | Результат боя | Результат боя | Результат боя    | Результат боя | Способ победы                                             | Раунд | Время | Рефери в ринге  |
|        |                           | Главный кард (Main Card, PPV)                      |               |               |                  |               |                                                           |       |       |                 |
| Бой 13 | Полутяжёлый вес           | Алекс Перейра                                      | #3            | поб.          | Иржи Прохазка    | #1            | Технический нокаут (нокдаун после хука слева и добивание) | 2     | 4:08  | Марк Годдард    |
| Бой 12 | Тяжёлый вес               | Том Аспиналл                                       | #4            | поб.          | Сергей Павлович  | #2            | Нокаут (хук справа и добивание)                           | 1     | 1:09  | Дэн Мираглиотта |
| Бой 11 | Жен. минимальный вес      | Жессика Андради                                    | #5            | поб.          | Маккензи Дерн    | #7            | Технический нокаут (хук слева и прямой справа)            | 2     | 3:15  | Кит Питерсон    |
| Бой 10 | Лёгкий вес                | Бенуа Сен-Дени                                     |               | поб.          | Мэтт Фревола     | #14           | Нокаут (удар ногой в голову)                              | 1     | 1:31  | Майк Белтран    |
| Бой 9  | Полулёгкий вес            | Диегу Лопес                                        |               | поб.          | Пэт Сабатини     |               | Нокаут (серия ударов в голову)                            | 1     | 1:30  | Кит Питерсон    |
|        |                           | Предварительный кард (Prelims, ESPN/ESPN+)         |               |               |                  |               |                                                           |       |       |                 |
| Бой 8  | Наилегчайший вес          | Стив Эрцег                                         | #14           | поб.          | Алессандру Коста |               | Единогласное решение (29-28, 29-28, 29-28)                | 3     | 5:00  | Марк Годдард    |
| Бой 7  | Жен. минимальный вес      | Лупита Годинес                                     | #13           | поб.          | Табата Риччи     | #10           | Раздельное решение (27-30, 29-28, 29-28)                  | 3     | 5:00  | Дэн Мираглиотта |
| Бой 6  | Промежуточный вес (158)*  | Матеуш Рембецкий                                   |               | поб.          | Рузвельт Робертс |               | Сдача, болевой приём (рычаг локтя)                        | 1     | 3:08  | Майк Белтран    |
| Бой 5  | Лёгкий вес                | Назим Садыхов                                      |               | ничья         | Вячеслав Борщёв  |               | Решение большинства (28-29, 28-28, 28-28)                 | 3     | 5:00  | Кит Питерсон    |
|        |                           | Ранний предварительный кард (Early Prelims, ESPN+) |               |               |                  |               |                                                           |       |       |                 |
| Бой 4  | Лёгкий вес                | Джаред Гордон                                      |               | поб.          | Марк Мадсен      |               | Технический нокаут (хук справа и добивание)               | 1     | 4:42  | Марк Годдард    |
| Бой 3  | Промежуточный вес (138)   | Джон Кастаньеда                                    |               | поб.          | Кан Кён-хо       |               | Единогласное решение (30-27, 30-27, 30-27)                | 3     | 5:00  | Дэн Мираглиотта |
| Бой 2  | Наилегчайший вес          | Джошуа Ван                                         |               | поб.          | Кевин Борхас     | д             | Единогласное решение (29-28, 29-28, 29-28)                | 3     | 5:00  | Майк Белтран    |
| Бой 1  | Промежуточный вес (147)** | Джамалл Эммерс                                     |               | поб.          | Деннис Бузукья   |               | Технический нокаут (прямой справа и добивание)            | 1     | 0:49  | Кит Питерсон    |

Официальные судейские карточки турнира.

## Награды
Следующие бойцы были удостоены денежного бонуса в $50,000:
- Лучший бой вечера: Назим Садыхов — Вячеслав Борщев

- Выступление вечера: Алекс Перейра, Том Аспиналл, Жессика Андради, Бенуа Сен-Дени и Диегу Лопес